# Volocopter VC1
Der VC1 ist ein elektrisch angetriebenes Luftfahrzeug (Prototyp / Demonstrator), das senkrecht starten und landen kann. Es wird von dem deutschen Hersteller Volocopter hergestellt.

## Geschichte
Der Softwareingenieur Stephan Wolf entwickelt seit 2010 die Idee eines bemannten Multicopters. Seine bestehende und in Karlsruhe ansässige Softwarefirma Syntern wurde neu kapitalisiert und in e-volo umfirmiert. Sie setzte das Projekt um. Ein erster Erfolg des Volocopter-Konzepts wurde mit dem Prototyp VC1 erreicht. Am 21. Oktober 2011 fand der erste bemannte Flug mit einem rein elektrisch angetriebenen Fluggerät statt. Der VC1 sollte ursprünglich unbemannt bleiben und ferngesteuert werden, aber das Fluggerät war so stabil, dass der Erstflug mit Besatzung möglich war. Dem Volocopter VC1 folgte der VC2, ein unbemannter Demonstrator mit 18 statt 16 Propellern.

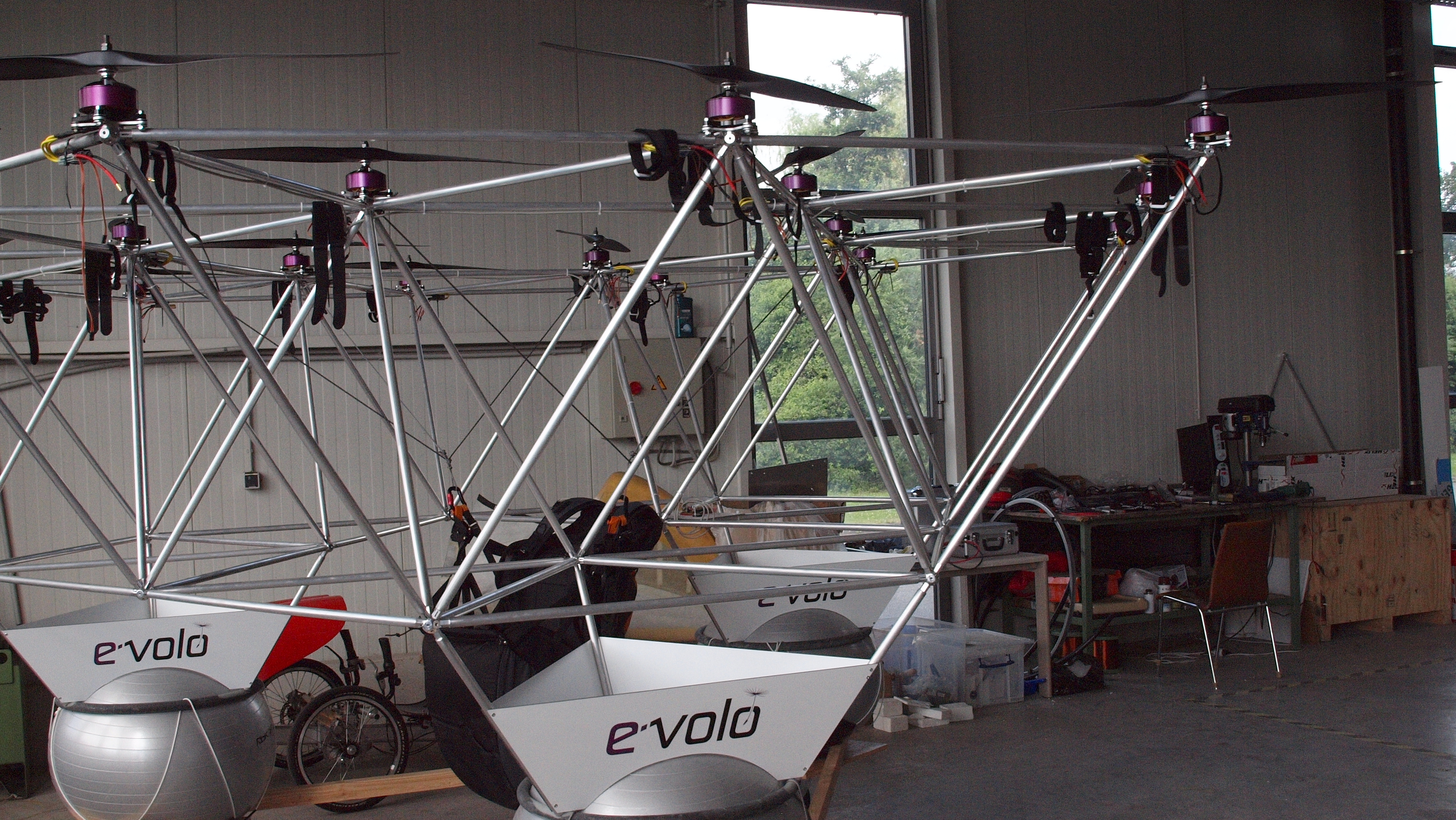
VC2

## Konstruktion
Der VC1 ist mit 16 Einzelmotoren ausgerüstet. Ziel war es, einen zulassungsfähigen zweisitzigen Volocopter zu entwickeln.
Die erste Machbarkeitsstudie, der einsitzige Technologie-Demonstrator VC1, führte 2011 einen vollständig elektrisch angetriebenen Flug durch. Er verfügte über 16 Elektromotoren und Propeller, die an vier Metallrotorarmen montiert waren, auf denen in der Mitte der Pilotensitz befestigt war. Ein Gymnastikball diente als Landewerk. Der Flug demonstrierte die generelle Machbarkeit des Fliegens einer Person mit einem vollelektrischen Multikopter.
2012 wurde eine aktualisierte Version des VC1-Technologie-Demonstrators gebaut, kam aber nie zum Einsatz.
Das Grundkonzept von Volocopter für seine Multikopter besteht darin, den Auftrieb nur mit Propellern zu erzeugen, die von elektrischen Direktantriebsmotoren angetrieben werden, und somit die Anzahl der verwendeten mechanischen Komponenten gering zu halten. Sicherheit wird vor allem durch die mehrfache Redundanz aller flugkritischen Komponenten erreicht. Im Modell VoloConnect verbaute das Unternehmen erstmals auch Flügel und Pusher zusätzlich zu den Auftriebspropellern.
Da die eVTOL-Luftfahrzeuge lokal keine Abgase verursachen, will Volocopter sie vor allem in städtischen Gebieten einsetzen und die urbane Luftmobilität zu ergänzen.

## Technische Daten
| Kenngröße             | VC1               |
| --------------------- | ----------------- |
| Besatzung             | 1                 |
| Passagiere            | –                 |
| Länge                 | 5 m               |
| Spannweite            | 5 m               |
| Höhe                  | m                 |
| Nutzlast              | kg                |
| Leermasse             | 80 kg             |
| max. Startmasse       | kg                |
| Reisegeschwindigkeit  | unbekannt         |
| Höchstgeschwindigkeit | –                 |
| Dienstgipfelhöhe      | unbekannt         |
| Reichweite            | 20 min            |
| Triebwerke            | 16 × Elektromotor |
| Batterien             | 32                |

## Auszeichnungen
Der erste Flug des VC1 mit Besatzung brachte Volocopter den AERO 2012 Lindbergh Prize for Innovation der Lindbergh Foundation ein. Er wird für Fortschritte in der grünen Luftfahrt vergeben. Außerdem wurde das Ereignis ins Guinness-Buch der Rekorde aufgenommen.